# Happy End (film 2017)
Happy End è un film del 2017 scritto e diretto da Michael Haneke.
Il film, con protagonisti Jean-Louis Trintignant e Isabelle Huppert, è stato selezionato in concorso al Festival di Cannes 2017 e per rappresentare l'Austria ai premi Oscar 2018 nella categoria Oscar al miglior film in lingua straniera.

## Trama
Il film è ambientato in una famiglia dell'alta borghesia con un ritratto incentrato sulla perdita dei valori. Sullo sfondo la città di Calais. Georges Laurent è il fondatore di un'azienda edile ora affidata alla figlia Anne e al nipote Pierre. Il film inizia con clip filmate di nascosto con uno smartphone da Eve Laurent, un'adolescente, che mostra sua madre e scrive messaggi affermando che la madre è egoista e indifferente. L'ultima clip mostra la madre di Eve incosciente ed Eve che ammette di averla avvelenata con un sedativo.
La scena successiva mostra il video della telecamera di sicurezza di un cantiere dei Laurent in cui accade un incidente che fa crollare una parete della costruzione e dei bagni. Anne viene poi mostrata a cena con suo padre Georges, che soffre di demenza, e suo figlio Pierre, che lavora con lei e ha un problema di alcol. Vivono tutti insieme in una grande dimora a Calais insieme all'altro figlio, il padre di Eve Thomas Laurent, che è un chirurgo, e sua moglie Anaïs. Eve va a vivere con il padre Thomas mentre sua madre è in ospedale. Scopriamo, intanto, che l'incidente al cantiere ha ferito gravemente uno dei lavoratori edili. Thomas ha una relazione fortemente passionale con un'altra donna, la musicista Claire, e la figlia Eve inizia a sospettarlo. Un giorno in spiaggia sente il padre parlare al cellulare con una donna, e gli chiede se ama ancora Anais.
Pierre si reca in un condominio nella banlieue per visitare la famiglia dell'operaio ferito e viene affrontato e picchiato duramente da un giovane, che si rivela essere il figlio del muratore ferito nell'incidente. Pierre quindi fugge dalla villa e si nasconde in un appartamento vuoto, dove viene trovato da Anne. Hanno una discussione durante la quale lei gli chiede perché ha iniziato a bere, lo accusa di non prendere sul serio il suo lavoro nell'impresa edile e gli dice che, se fosse andato dalla polizia dopo essere stato picchiato, le loro possibilità nella loro controversia legale con la famiglia del muratore sarebbero andate a loro vantaggio. In seguito vediamo lei e il suo avvocato parlare con la famiglia del muratore, offrire dei soldi e cercare di dissuaderli dal fare causa minacciando di sporgere denuncia per l'assalto fisico a Pierre.
Georges Laurent fugge di casa a tarda notte  in auto che dirige direttamente su un albero in un tentativo di suicidio. Ora su una sedia a rotelle a causa di fratture ossee causate dall'incidente d'auto, chiede al suo parrucchiere di lunga data di procurargli una pistola o un farmaco per un altro tentativo di suicidio, ma il parrucchiere rifiuta.
Eve, intanto, entra nel computer del padre e trova molte e-mail e chat che dimostrano che ha una relazione sessuale sadomasochistica con Claire. Eve cerca di suicidarsi ma sopravvive e, quando suo padre le chiede nel suo letto d'ospedale perché lo ha fatto, lo affronta rivelando di essere a conoscenza della sua relazione. Gli dice che capisce che lui di non sa amare nessuno, né sua madre, né Anaïs, né lei stessa, e che non è così grave purché non la abbandoni in un istituto. Thomas rimane senza parole. Poco tempo dopo, la madre di Eve muore per l'avvelenamento.
Dopo il tentativo di suicidio di Eve, Thomas chiede a Georges di parlarle e lui le chiede perché ha usato i sedativi. Quando non risponde, Georges le racconta la storia di come, quando sua moglie si è ammalata, lei soffriva così terribilmente che lui l'ha uccisa soffocandola. Eve gli racconta di quando era bambina, poco dopo che suo padre aveva lasciato sua madre, e fu mandata in un campo giovanile dove le furono prescritti sedativi; lei non li prendeva e li metteva invece nel cibo a un'altra ragazza del campo che non le piaceva. Quando fu rilevato l'avvelenamento, Eve fu mandata a casa. Quando Georges le chiede se si pente di averlo fatto, lei conferma ma non gli racconta altro.
Infine, alla festa di Anne in un ristorante sulla spiaggia, Pierre arriva in ritardo con diversi rifugiati della giungla di Calais. Quando inizia a presentarli alla folla della festa, Anne gli lussa un dito per fermarlo. Mentre ciò accade, Georges chiede a Eve di portarlo fuori. Lasciando la festa inosservata, lui le chiede di spingerlo giù per uno scivolo per barche nel mare. Vanno fino al bordo dell'acqua e chiede alla nipote di lasciarlo solo, per procedere a spingersi nell'acqua fino al collo. Mentre Eve inizia a registrare suo nonno con lo smartphone, l'ultima scena del film vista attraverso l'obiettivo del telefono mostra Georges quasi completamente immerso nell'acqua proprio mentre Thomas e Anne lo inseguono, con Anne che lancia uno sguardo scioccato a Eve.

## Promozione
Il 17 maggio 2017 viene diffusa la prima clip del film.

## Distribuzione
Il film è stato proiettato in anteprima il 22 maggio 2017 al Festival di Cannes. Il film è uscito in Francia il 4 ottobre 2017, e in seguito in Austria (6 ottobre) e Germania (12 ottobre). In Italia è uscito nelle sale il 30 novembre.

## Riconoscimenti
- 2017 - Festival di Cannes
  - In competizione per la Palma d'oro
- 2017 - European Film Awards[7]
  - Candidatura per la migliore attrice a Isabelle Huppert
  - Candidatura per il miglior attore a Jean-Louis Trintignant
- 2017 - Sydney Film Festival
  - Candidatura per il miglior film